# Phyllachora oxyspora
Phyllachora oxyspora är en svampart som beskrevs av Starbäck 1899. Phyllachora oxyspora ingår i släktet Phyllachora och familjen Phyllachoraceae.   Inga underarter finns listade i Catalogue of Life.